# Церковь Успения Пресвятой Богородицы (Борзецово)
Церковь Успения Пресвятой Богородицы — православный храм в деревне Борзецово Рузского района Московской области. Входит в состав Рузского благочиния Одинцовской епархии Русской православной церкви.

## История
Известно, что церковь в селе существовала с XVI века и, судя по всему, погибла в смутное время.
Новая каменная, однопрестольная, во имя Успения Пресвятой Богородицы, церковь, с колокольней и каменной оградой, была построена владелицей Борзецово, коллежской советницей Анастасией Бражниковой в 1781 году.
В начале XIX века при церкви действовала церковно-приходская школа. В советское время церковь была закрыта и разрушена, возвращена верующим в 1988 году. В настоящее время восстановлена.

## Священники
- Савва Петров (Поспелов) (1762-?) - до 1822
- Михаил Иванов Крылов (1796-?) - с 1822 по 1824, зять предыд.
- Савва Петров (Поспелов) - с 1824 снова[1]
- Лука Иванов Березкин - 1857[2], женат на внучке Саввы Поспелова

## Галерея

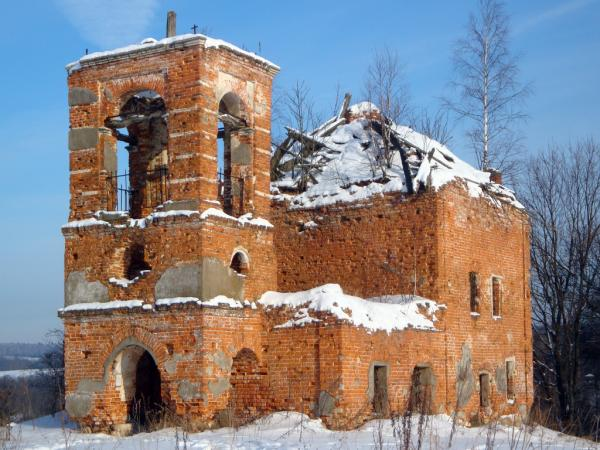
Храм в 2005 году
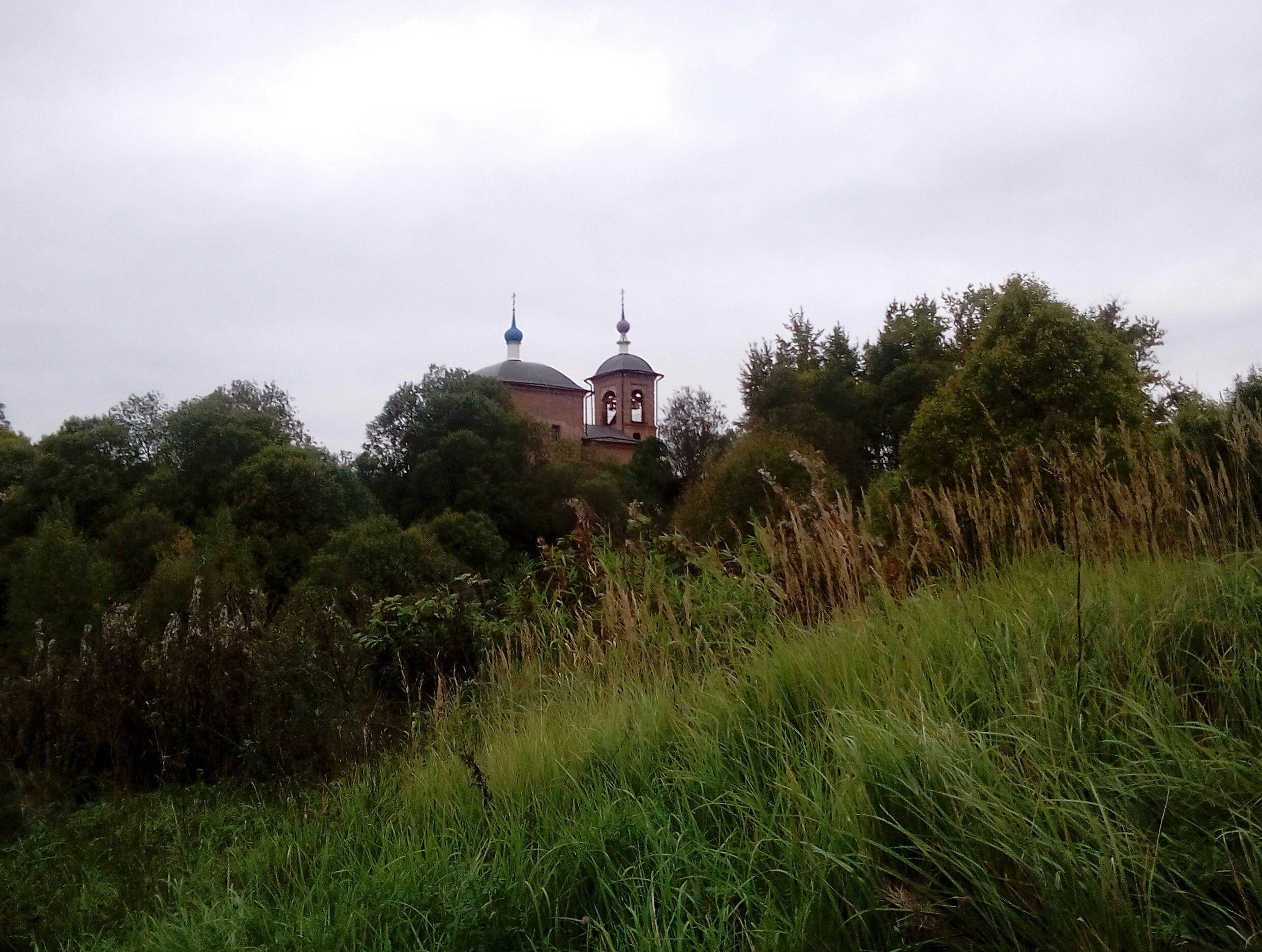
Вид на храм в 2016 году